# Johann Jakob Früh

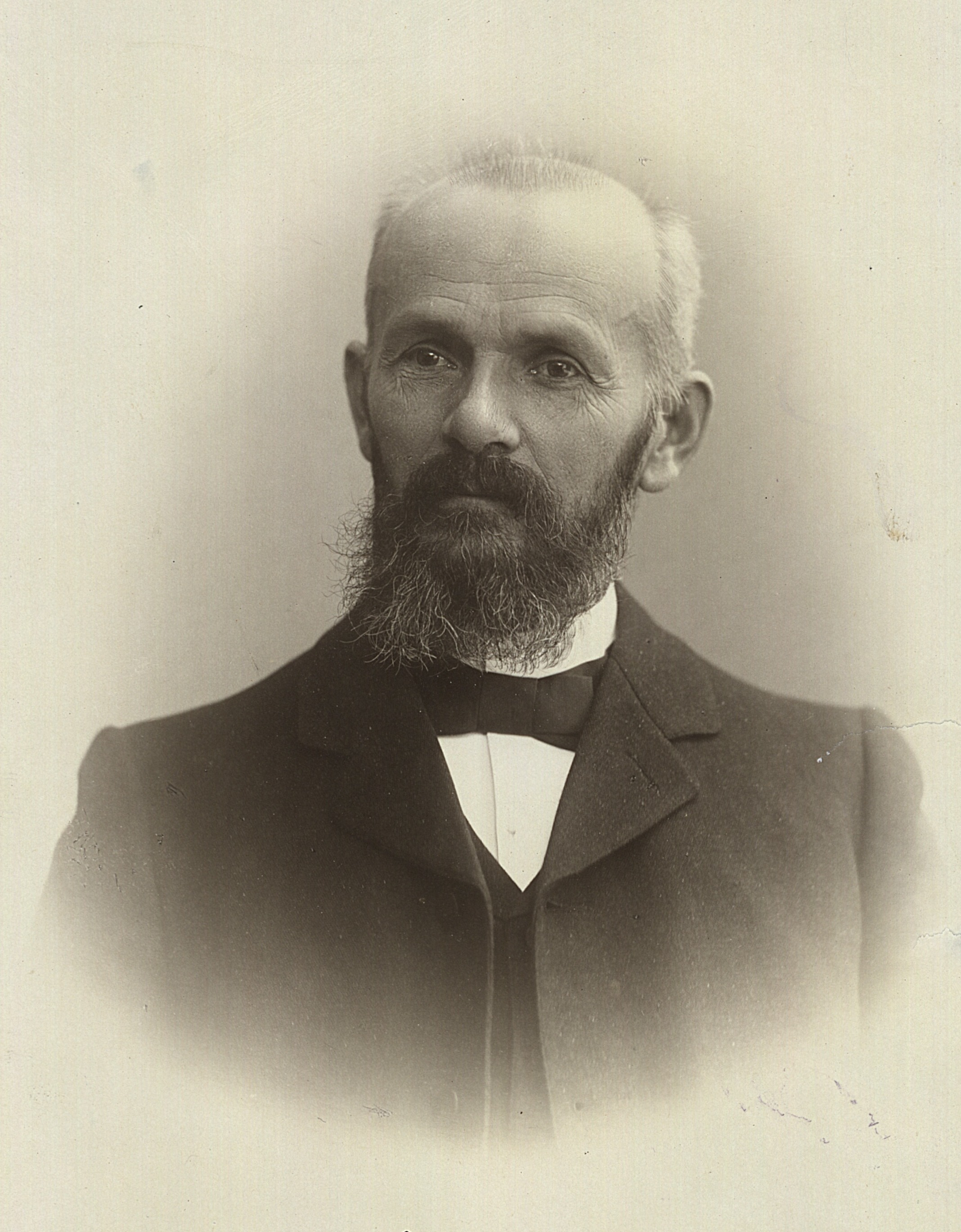
Johann Jakob Früh

Johann Jakob Früh (* 22. Juni 1852 in Märwil, Thurgau; † 8. April 1938 in Zürich) war ein Schweizer  Geograph und Hochschullehrer. 

## Leben
Nach dem Lehrerdiplom, das Johann Jakob Früh 1872 am Lehrerseminar Kreuzlingen erwarb, studierte er von 1873 bis 1876 an der Universität und am Polytechnikum Zürich. 1876 erhielt er dort das Fachlehrerdiplom für Naturwissenschaften und physische Geographie. Nach 13-jähriger Tätigkeit an der Kantonsschule Trogen wurde er 1890 Assistent der geologischen Sammlungen am eidgenössischen Polytechnikum, 1891 habilitierte er sich für das Fach Geographie. 1899 wurde er an der ETH Zürich zum Professor für Geographie ernannt. Er gründete das geographische Institut der Hochschule, das er bis zu seiner Pensionierung 1923 leitete.
1899 heiratete er Hermine, geborene Buff. Sie war die Witwe des Arztes Karl Schläpfer und die Tochter des Johann Konrad Buff, Zeugherrn und Gemeindehauptmanns in Trogen. Johann Jakob Früh fand seine letzte Ruhestätte auf dem Friedhof von Trogen.

## Schriften (Auswahl)
- Ueber Torf und Dopplerit – eine minerogenetische Studie für Geognosten, Mineralogen, Forst- und Landwirthe. Dissertation, Zürich: J. Wurster, 1883.

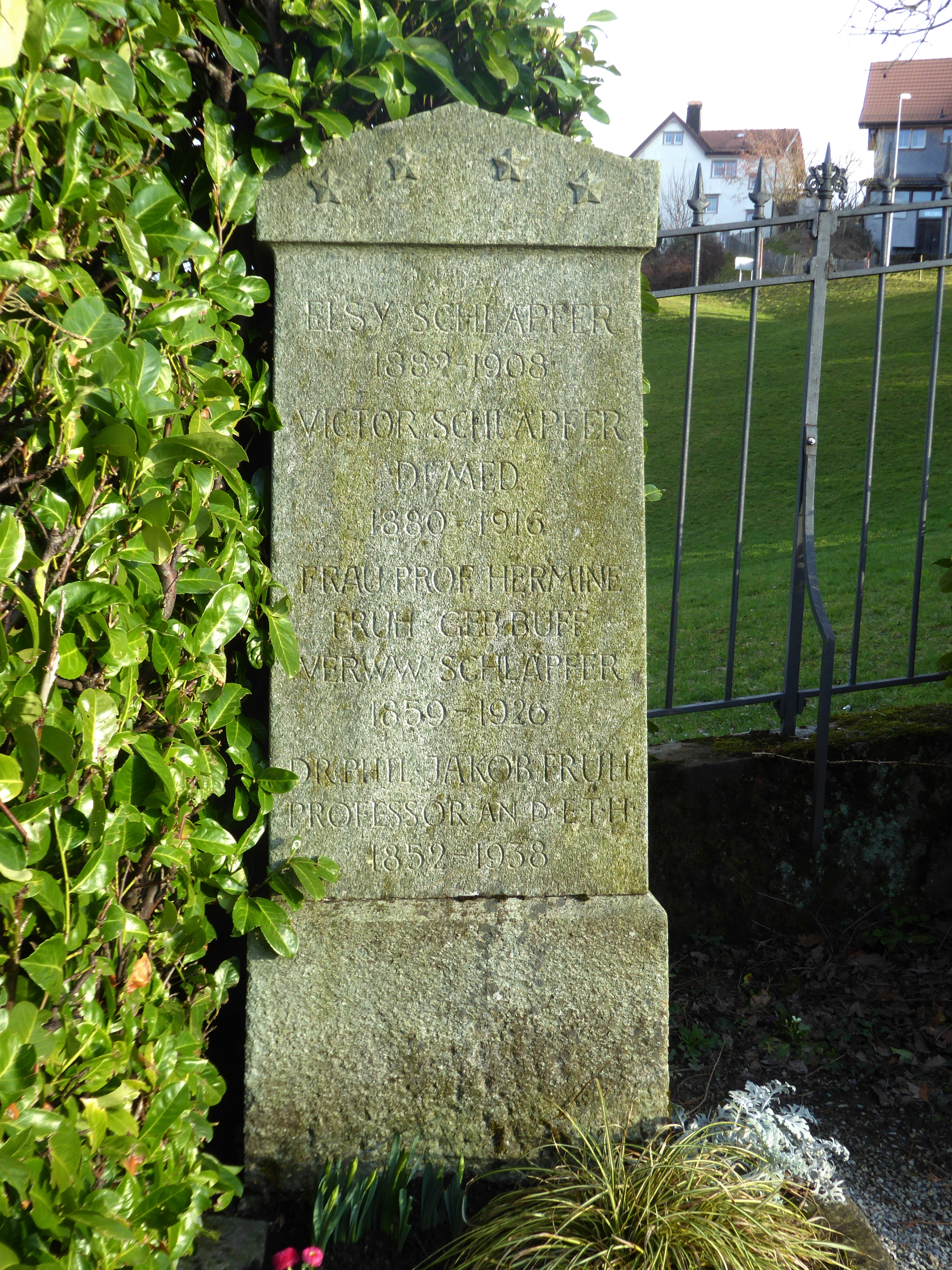
Grab, Friedhof Trogen.

- Grab, Friedhof Trogen.Die Moore der Schweiz mit Berücksichtigung der gesamten Moorfrage. Preisschr. der Stiftung Schnyder von Wartensee. Bern: Francke, 1904 (zus. mit Carl Schroeter).
- Geographie der Schweiz. 3 Bände, St. Gallen: Fehrsche Buchhandlung, 1930–1938 (Register 1945).